# +WiMAX
+WiMAX（プラスワイマックス）とはauブランドを展開するKDDI、並びに沖縄セルラー電話が自社で展開するCDMA網に加えて、UQコミュニケーションズの展開するモバイルWiMAX網を使用できるようになるサービスである。KDDI、並びに沖縄セルラー電話はいずれもMVNOとしてモバイルWiMAX網を借り受けて展開している。通信速度はUQコミュニケーションズと同様で下り最大40Mbps/上り最大15.4Mbps（端末により10Mbps）である。
なお、当サービスとは逆にUQコミュニケーションズが、KDDIのMVNOとしてCDMA 1X WIN網とのデュアルモードでモバイルWiMAXを提供するサービスは、WiMAX+auと称されている（WiMAX+auはUQのMVNOに対しても提供される）。

## 概要
KDDI、並びに沖縄セルラー電話の各auブランドの通信サービスであるCDMAサービスとUQコミュニケーションズのモバイルWiMAXサービス（UQ WiMAX）が1つの端末にて利用可能となるサービスであり、モバイルWiMAXエリア内では高速通信が利用でき、尚且つサービスエリアの広いCDMA網も利用できるメリットがある。
また、+WiMAX対応スマートフォン端末はテザリング（モバイルWi-Fiルーター）機能を搭載しており、CDMA網とモバイルWiMAX網のどちらでも利用が可能となっている。ただしCDMA網での通信に限り前日までの3日間のデータ通信量が300万パケット以上となる場合は通信速度が規制される場合がある。
+WiMAXはLTEが開始されるまでの繋ぎで2012年夏モデルまでの発売となった。
2012年秋以降のモデルからはau 4G LTEのサービス開始に伴い発売はされていなかったが、UQ社によるWiMAX 2+サービスの開始に伴い、当サービス（及びLTE）とのトライモード端末であるHWD14が2013年に発売された。サービス名称は、WiMAX 2+オプションとされ、+WiMAXと区別される。
なお、UQコミュニケーションズが提供するWiMAXサービスの終了に伴い、2020年3月31日をもって、サービスの提供が終了する
。

## 料金

### スマートフォン向け
モバイルWiMAXを使用した月のみ+WiMAX利用料525円（2012年1月までは無料であった）が必要となり、加えてパケット通信料が必要である。+WiMAXの利用料は端末でモバイルWiMAX通信をすると自動で課金される仕組みとなっており、事前にショップ等で契約する必要は無い。

## サービスエリア
モバイルWiMAXが利用できるエリアはUQコミュニケーションズのサービスエリアとなるため、auのサービスエリアと比べて大幅に異なっている。そのためホームページにて通常のエリアマップとは別にモバイルWiMAX対応エリアが用意されている。

## 対応端末
端末によりCDMA網及びモバイルWiMAX網での通信速度が異なる。なお、●印はWIN HIGH SPEED対応・▲印はモバイルWiMAXの上り15.4Mbps対応。★印はWiMAX 2+オプション対応端末、☆印はUQコミュニケーションズからも発売される端末。

### スマートフォン
- ISW11HT（CDMA HTI11）
- ISW11F（CDMA FJI11）●
- ISW11K（CDMA KYI11）●▲
- ISW12HT（CDMA HTI12）
- ISW11M（CDMA MOI11）▲
- ISW11SC（CDMA SCI11）
- ISW13HT（CDMA HTI13）▲
- ISW16SH（CDMA SHI16）●▲
- ISW13F（CDMA FJI13）●▲
- URBANO PROGRESSO（CDMA KYY04）●▲

### モバイルWi-Fiルーター
- DATA08W（CDMA HWD08）▲☆
- HWD13（CDMA HWD13）▲☆
- HWD14★☆
- HWD15★☆

### USB通信端末
- DATA01（CDMA HID01）
- DATA03（CDMA HID03）

### ExpressCard／34通信端末
- DATA02（CDMA HID02）
- DATA04（CDMA HID04）